# École professionnelle supérieure d'arts graphiques
 (avril 2020).
L'École de communication visuelle de la Ville de Paris (EPSAA) est une école publique de l'enseignement supérieur.
École d'art municipale, rattachée à la Direction de l'Attractivité et de l'Emploi (DAE) de la Ville de Paris, elle forme aux métiers de la communication visuelle et au design graphique.
Elle est située à Ivry-sur-Seine sur le site classé de la Manufacture des œillets.

## Missions de l'école
Les formations de l'EPSAA s’adressent à des publics très variés, souhaitant bénéficier d’un enseignement professionnel. L'école accueille des élèves bacheliers ou de niveau bac (toutes filières confondues).
Son cursus supérieur prépare au métier de directeur et directrice artistique en communication visuelle et multimédia qui bénéficie d'un titre RNCPde niveau 7. L'école accueille également une classe préparatoire d'arts graphiques et une section de formation au digital media.
Autour du graphisme, elle forme aux métiers de l'illustration, de la publicité, de l'édition, de l'évènementiel, du web design, du motion design, du packaging ,de la typographie et du digital.
Dans le cadre des cours municipaux pour adultes (CMA) de la Ville de Paris, l'école EPSAA dispense également des cours du soir en arts appliqués et communication visuelle : (dessin, photographie, vidéo, typographie, 3D…).

### Atelier préparatoire
- Atelier préparatoire aux concours des écoles supérieures d'art (formation en 1 an).

### Arts graphiques
- Titre de directeur artistique en communication visuelle et multimédia (formation en 3 ans - certification de niveau 7).

### Post-diplôme Digital Media
- Certificat d'école (formation en 1 an) - Possible passerelle avec la 3e année en arts graphiques. (Ce Digital Media Lab est ouvert aux titulaires d’un diplôme en communication visuelle ou équivalent.)

### VAE en communication visuelle
- Validation des Acquis de l’Expérience certifiée par l’État[6].

### MOOC Digital
L’EPSAA, en accord avec sa tutelle, a décidé en 2015 de se doter d’une formation en ligne ouverte à tous, ou Massive Open Online Course (MOOC), en sollicitant les compétences et en exploitant les ressources allouées à l’enseignement des médias numériques dont bénéficient déjà ses étudiants pour les étendre à un plus large public. Ainsi le MOOC de l’EPSAA est destiné à un public en recherche de formation initiale comme à un large réseau de professionnels. Les cultures et pratiques numériques sont aujourd’hui transversales dans bien des domaines, et vont des arts visuels aux arts appliqués jusqu’au spectacle vivant. Les contenus du MOOC de l'EPSAA recouvrent les pratiques qui sont à la croisée des réseaux, des jeux vidéo, du design d’interaction, des nouvelles images, de la datavisualisation, du mapping vidéo ou de la générativité en son.

## Personnalités liées à l'EPSAA

### Direction
- Brigitte Leroux de 1994 à 2010
- Jérôme Pernoud depuis 2010

### Élèves
- Ugo Gattoni, dessinateur et artiste français
- Jean-Jacques Charrais[8], directeur de création